# 銀色孔唇鰻鯰
銀色孔唇鰻鯰，為輻鰭魚綱鯰形目鰻鯰科的其中一種，分布於澳洲的淡水水域，體長可達35公分，生活在沙石底質、流動緩慢的溪流，為底棲性魚類，屬肉食性，生活習性不明，可做為遊釣魚。

## 擴展閱讀
維基物種上的相關：銀色孔唇鰻鯰